# 李鳳崗
李鳳崗（？—？），回族，直隸省滄州（今河北滄縣）人，清朝武術家，六合拳傳人，活躍於清朝道光、咸豐之際，擅使雙刀，人稱雙刀李鳳崗。大刀王五、劉德寬為其弟子。

## 生平
自幼從叔父李冠銘習六合拳，長於拳腳器械，經戴四爺介紹，入天津鏢局。
中年回到滄州，成立成興鏢局。